# Réseau Abilene
Pour les articles homonymes, voir Abilene.
Le réseau Abilene est la dorsale Internet des États-Unis mise en place par la communauté de l’Internet2. Il offre un haut débit à plus de 220 institutions membres qui sont principalement des universités, mais aussi des entreprises et institutions associées. Il s'étend à travers tout le territoire américain, on le retrouve aussi bien à Washington qu'à Porto Rico.

## Vue d'ensemble
Lorsqu’il a été mis en place en 1999, le réseau Abilene avait une capacité de 2,5 Gbit/s. En 2003, une remise à niveau est venue augmenter ce débit à 10 Gbit/s, l’achèvement de cette dernière a été annoncé le 4 février 2004.
Le nom Abilene a été choisi en raison de sa ressemblance au terminus d’Abilene au Kansas, qui dans les années 1860 représentait la frontière des États-Unis en matière d’infrastructure ferroviaire du pays. Les ambitions et objectifs de ce nouveau réseau sont donc similaires à ceux qui avaient été réalisés à l’époque. Plus particulièrement, l’un des objectifs du projet est d’obtenir un débit de 100 Gbit/s entre chaque nœud d’ici la fin 2006. En gardant l’analogie avec le réseau ferroviaire, le terme National LambdaRail (NLR) est donné aux réseaux régionaux de fibres optiques qui fournissent une connectivité OC-192 au banc d'essai de Hybrid Optical and Packet Infrastructure (HOPI) (en).

## La relation du réseau Abilene avec Internet2
En raison de la série récente de procès lancés par la RIAA contre des étudiants d'universités liées à plusieurs participants importants du projet Abilene, une nouvelle tendance s’est formée au travers des médias, celle de faire référence à un réseau nommé « Internet2 ». Certaines sources d'informations vont si loin qu’elles sous-entendent que l’Internet2 est un réseau entièrement distinct du réseau internet actuel. Il s’agit en fait d’une méprise puisque Internet2 est en fait un consortium et non un réseau informatique. Il est possible que certaines informations aient adopté le terme d’Internet2 car il semble être un nom logique pour désigner une dorsale Internet de nouvelle génération. Les articles qui font référence à l’Internet2 en tant que réseau font en fait référence au réseau qu'ils désignaient autrefois sous le nom de réseau Abilene. Ce réseau à haut débit a été déployé à l'aide de plusieurs technologies développées par l’Internet2 (le consortium). Abilene, bien qu’étant un réseau privé utilisé pour l’éducation et la recherche, n’est pas un réseau totalement isolé, puisque ses membres fournissent régulièrement des accès alternatifs à certaines de leurs ressources sur le réseau internet public. Abilene n’est techniquement pas une partie du réseau internet puisqu’il n'est pas relié à ce dernier.

## Le futur d’Abilene
Le projet Abilene est soutenu activement par Qwest Communications qui met à disposition leurs réseaux de fibres optiques. L’accord entre Internet2 et Qwest pour le réseau Abilene est censé prendre fin vers octobre 2005.
Le site officiel de Qwest, un des participants majeurs au réseau Abilene, détient une très bonne FAQ qui clarifie la distinction entre Internet2 et Abilene.
Au bout du compte, il est prévu qu’Internet2 et National LambdaRail fusionnent.